# Joubarbe à toile d'araignée
Sempervivum arachnoideum
Espèce
Classification phylogénétique
La Joubarbe à toile d'araignée, dite également Voile de la mariée, (Sempervivum arachnoideum L.) est une plante herbacée vivace de la famille des Crassulacées.

## Sous-espèces
- Sempervivum arachnoideum subsp. tomentosum (C.B.Lehm. & Schnittsp.) Schinz & Thell[1].
- Sempervivum arachnoideum subsp. arachnoideum[2]

## Description
La joubarbe à toile d'araignée est une plante couvre-sol avec des tiges de 4 à 15 cm de haut.
- Feuilles : sous forme de petites rosettes de diamètre de 0,5 à 2 cm recouvertes d'innombrables fils blancs reliant les extrémités des feuilles et imitant parfaitement une toile d'araignée, ce qui permet à la plante de lutter contre le froid des hautes altitudes[3].
- Fleurs : réunies en courtes inflorescences terminales assez petites, à 8-10 pétales d'un rose carmin parcourus par une nervure plus foncée.

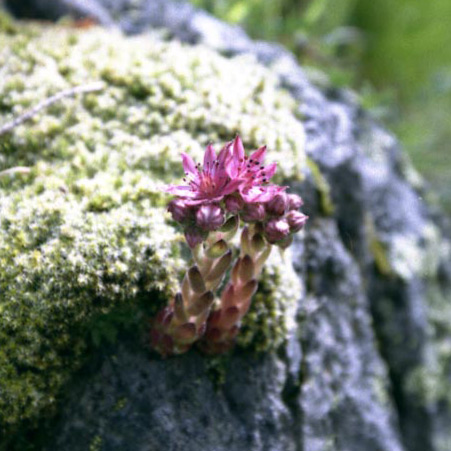
Habitus
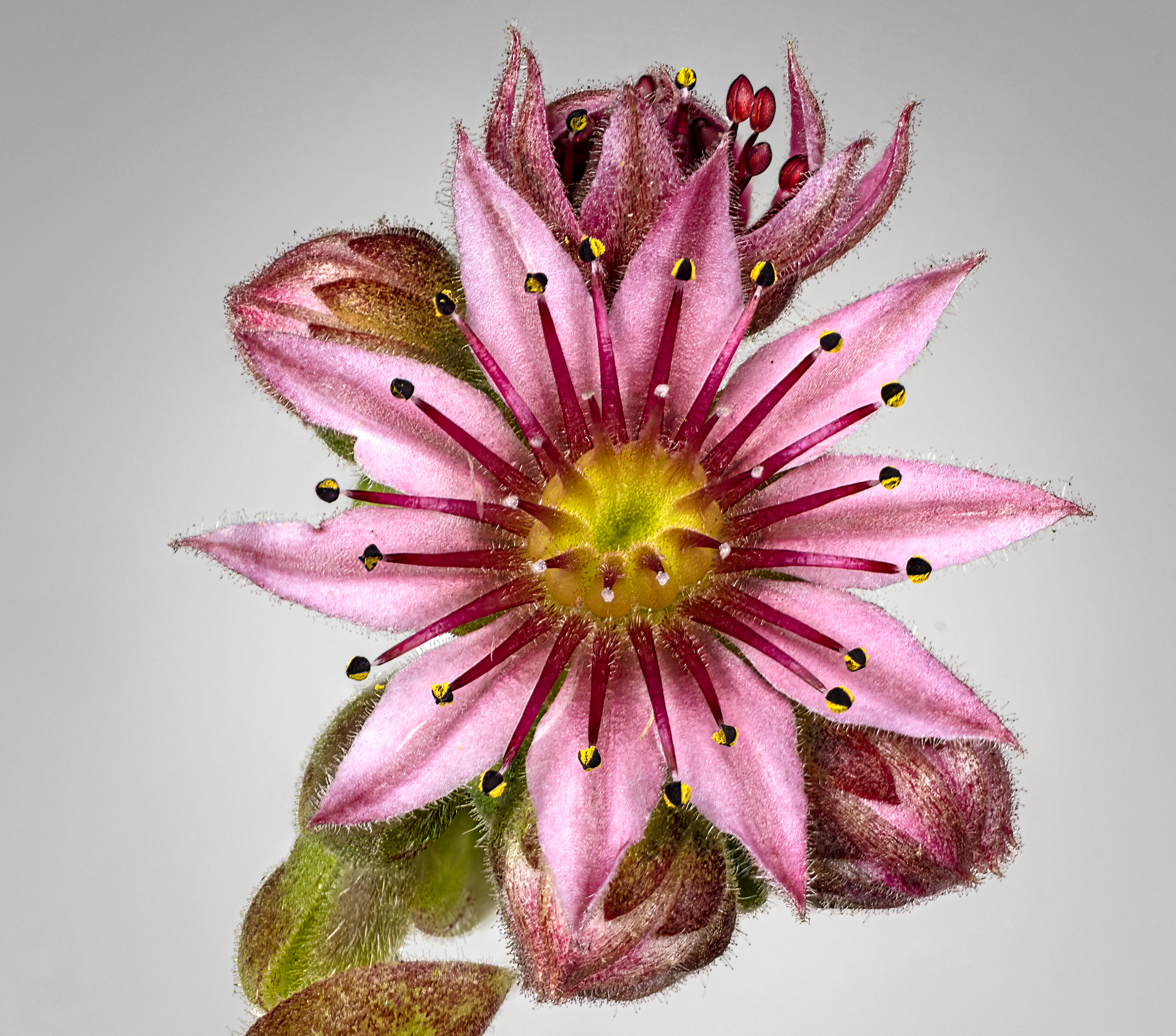
Fleur

## Biologie
Le nombre de chromosomes est 2n = 32 ou 2n = 64.

## Culture
Cette plante de rocaille apprécie le plein soleil et supporte des sols pauvres et des températures très basses (jusqu'à −30 °C - zone USDA 4). Comme toutes les succulentes, elle peut survivre à de longues périodes de sécheresse.
Elle fleurit de juillet à août.
Les graines peuvent prendre pied sur une mince végétation de lichens, ainsi que dans les pores fins ou les fissures de la roche. La plante pousse très lentement.

## Répartition
La joubarbe à toile d'araignée est originaire des montagnes européennes (Pyrénées, Alpes orientales et du sud jusqu'aux Apennins et à la Corse). Elle pousse souvent sur les rochers, les débris rocheux, les pâturages et les prairies. Elle préfère les sols acides sur un substrat de silicate et passe de 280 m d'altitude (dans le Sud de la Suisse) à 2 900 m dans la vallée d’Aoste.

## Statut
- Toxicité : non
- Plante protégée dans 3 régions de France (voir statut INPN).
- Plante non comestible.